# Parco Valle del Menago
Il parco Valle del Menago, situato in un'area valliva nel comune di Bovolone, in provincia di Verona, è un'oasi naturale di 35 ettari.

## Storia
Il parco Valle del Menago è il risultato di un progetto che si poneva l'obiettivo di ricreare il paesaggio caratteristico della Pianura Padana.
Nel rispetto degli elementi naturali, gli interventi di sistemazione hanno valorizzato l'area creando sentieri, percorsi ciclabili, aree protette, recinti e un vasto laghetto. L'introduzione di numerose piante tipiche dell'ambiente di pianura, un adeguato ripopolamento faunistico e l'inserimento di un rinnovato impianto di fitodepurazione delle acque rendono il parco un esempio di concreta distribuzione di elementi funzionali.

## Logo
Il logo del parco riproduce un'antichissima scultura proveniente da Saccavezza di Bovolone. La scultura, ricavata da un palco di cervo (o di capriolo), rappresenta un rapace, probabilmente un falco, come nella tipica iconografia egiziana: "In area padana questo oggetto non trova alcun confronto".